# Christine McVie

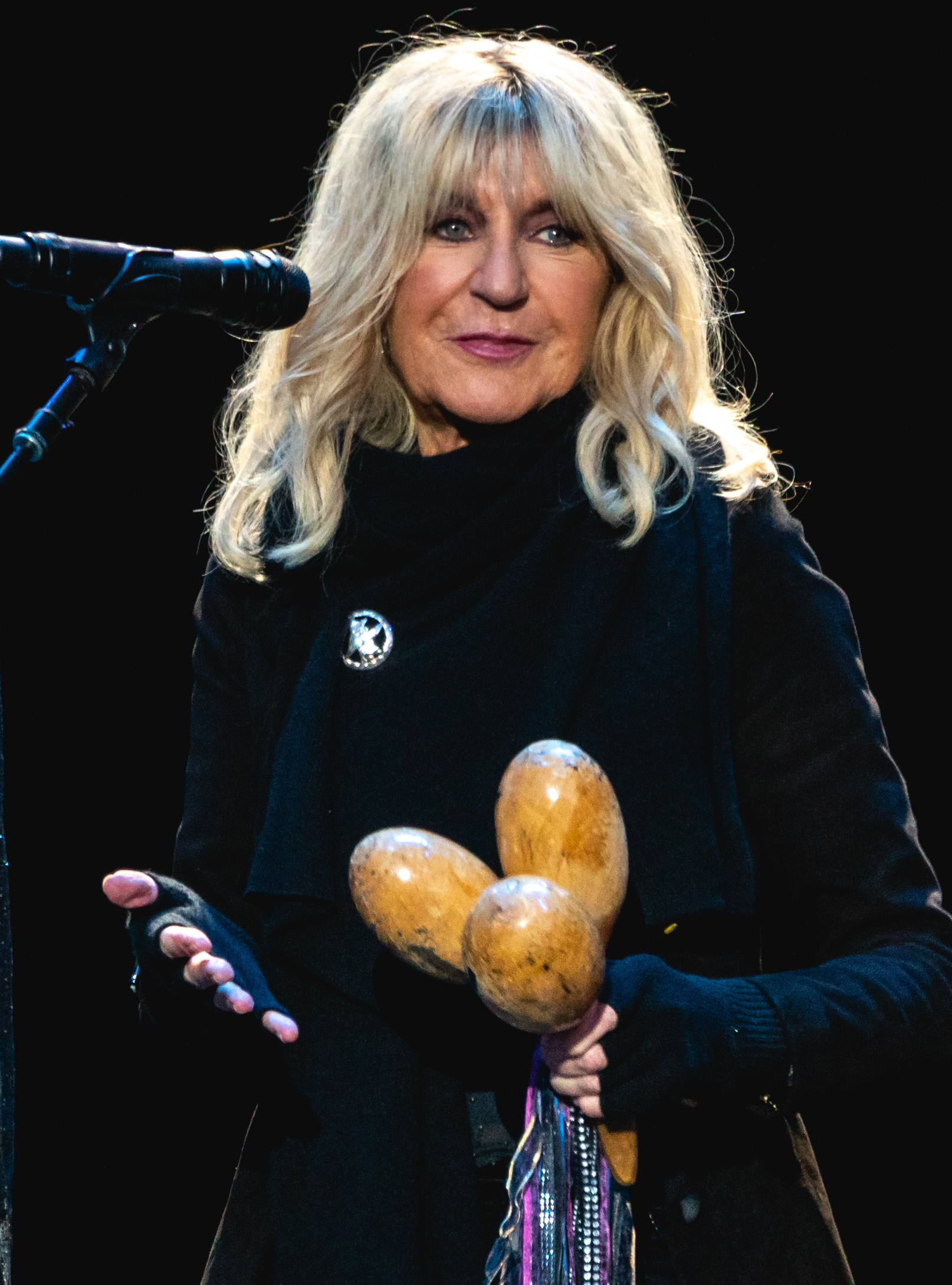
Christine McVie, 2019

Christine Anne McVie (geborene Perfect; * 12. Juli 1943 in Greenodd bei Bouth, Lancashire, England; † 30. November 2022 in London) war eine britische Musikerin, Sängerin und Songschreiberin. Bekannt wurde sie als Mitglied der Musikgruppe Fleetwood Mac.

## Karriere
Ihre ersten Erfolge als Sängerin feierte Christine McVie mit der Band Chicken Shack in den späten 1960er Jahren. Im Jahr 1968 heiratete sie den Bassisten John McVie, der bei Fleetwood Mac spielte, und trat zwei Jahre später selbst der Gruppe bei. Im selben Jahr veröffentlichte sie unter ihrem Geburtsnamen ein erstes Soloalbum. Bereits 1968 hatte sie auf dem Fleetwood-Mac-Album Mr. Wonderful Keyboard gespielt, obwohl sie noch Mitglied von Chicken Shack war. Christine McVie schrieb den ersten Hit, den Fleetwood Mac in den USA hatten. Over My Head erschien 1975 und erreichte den 20. Platz der Singlecharts.
Im Jahr 1977 wurde ihre Ehe mit John McVie geschieden. Während der Trennung schrieb sie den Hit Don’t Stop.
Ab 1984 gab sie weitere Soloplatten heraus, die allerdings nicht an die Erfolge von Fleetwood Mac anknüpfen konnten. Got a Hold on Me kam 1984 in den USA auf Platz 10 und im selben Jahr Love Will Show Us How auf Platz 30 der Charts.
Im Jahr 1995 entschloss Christine McVie sich, Fleetwood Mac zu verlassen, war jedoch bei der Comeback-CD und Amerika-Tour The Dance (1998) noch einmal dabei und verließ dann die Band. Bei Say You Will, dem letzten Album von Fleetwood Mac aus dem Jahr 2003, wirkte sie als Gastmusikerin mit. Ein Jahr später gab sie mit In the Meantime ihre dritte Solo-CD nach 1970 und 1984 heraus.
Nachdem sie im Herbst 2013 bereits zweimal bei Fleetwood-Mac-Auftritten als Gast dabei gewesen war, trat McVie Anfang 2014 wieder der Band bei.
Im Jahr 2017 erschien das Album Lindsey Buckingham / Christine McVie, auf dem sie mit dem Fleetwood-Mac-Mitglied Lindsey Buckingham zusammenarbeitete. Am 20. November 2019 trat McVie bei der Tournee zum 50. Bandjubiläum letztmals mit Fleetwood Mac auf.
Am 30. November 2022 starb die 79-Jährige nach einem Schlaganfall in einem Krankenhaus in London.

## Diskografie

### Alben
| Jahr | Titel                                 | Höchstplatzierung, Gesamtwochen, AuszeichnungChartplatzierungen (Jahr, Titel, Platzierungen, Wochen, Auszeichnungen, Anmerkungen) | Höchstplatzierung, Gesamtwochen, AuszeichnungChartplatzierungen (Jahr, Titel, Platzierungen, Wochen, Auszeichnungen, Anmerkungen) | Höchstplatzierung, Gesamtwochen, AuszeichnungChartplatzierungen (Jahr, Titel, Platzierungen, Wochen, Auszeichnungen, Anmerkungen) | Höchstplatzierung, Gesamtwochen, AuszeichnungChartplatzierungen (Jahr, Titel, Platzierungen, Wochen, Auszeichnungen, Anmerkungen) | Höchstplatzierung, Gesamtwochen, AuszeichnungChartplatzierungen (Jahr, Titel, Platzierungen, Wochen, Auszeichnungen, Anmerkungen) | Anmerkungen |
| Jahr | Titel                                 | DE | AT | CH | UK | US | Anmerkungen |
| ---- | ------------------------------------- | --- | --- | --- | --- | --- | --- |
| 1976 | The Legendary Christine Perfect Album | — | — | — | — | US104 (10 Wo.)US | Veröffentlichung 1970 als Christine Perfect; Wiederveröffentlichung 2008 als The Complete Blue Horizon Sessions |
| 1984 | Christine McVie                       | — | — | CH25 (1 Wo.)CH | UK58 (4 Wo.)UK | US26 (23 Wo.)US | |
| 2017 | Lindsey Buckingham & Christine McVie  | DE27 (4 Wo.)DE | AT75 (1 Wo.)AT | CH29 (1 Wo.)CH | UK5 Silber · (4 Wo.)UK | US17 (3 Wo.)US | mit Lindsey Buckingham                                                                                          |

grau schraffiert: keine Chartdaten aus diesem Jahr verfügbar
Weitere Alben
- 2004: In the Meantime

### Singles (Auswahl)
| Jahr | Titel Album                           | Höchstplatzierung, Gesamtwochen, AuszeichnungChartplatzierungen (Jahr, Titel, Album, Platzierungen, Wochen, Auszeichnungen, Anmerkungen) | Höchstplatzierung, Gesamtwochen, AuszeichnungChartplatzierungen (Jahr, Titel, Album, Platzierungen, Wochen, Auszeichnungen, Anmerkungen) | Höchstplatzierung, Gesamtwochen, AuszeichnungChartplatzierungen (Jahr, Titel, Album, Platzierungen, Wochen, Auszeichnungen, Anmerkungen) | Höchstplatzierung, Gesamtwochen, AuszeichnungChartplatzierungen (Jahr, Titel, Album, Platzierungen, Wochen, Auszeichnungen, Anmerkungen) | Höchstplatzierung, Gesamtwochen, AuszeichnungChartplatzierungen (Jahr, Titel, Album, Platzierungen, Wochen, Auszeichnungen, Anmerkungen) | Anmerkungen |
| Jahr | Titel Album                           | DE | AT | CH | UK | US | Anmerkungen |
| ---- | ------------------------------------- | --- | --- | --- | --- | --- | ----------- |
| 1984 | Got a Hold on Me Christine McVie      | — | — | — | — | US10 (16 Wo.)US |             |
| 1984 | Love Will Show Us How Christine McVie | — | — | — | — | US30 (10 Wo.)US |             |